# ریشه‌پوش
ریشه‌پوش (به انگلیسی: Coleorhiza)، یا غلاف ریشه، لایه‌ای از بافت است که ریشه بذر را در تک‌لپه‌ها احاطه کرده است. این یک لایه محافظ در اطراف کلاهک ریشه و ریشه است. ریشه‌پوش اولین بخشی است که از طریق بذر رشد می‌کند. در طول جوانه‌زنی، ریشه‌پوش در ابتدا از طریق کشیدگی سلول رشد می‌کند، اما در نهایت به وسیله ریشه سوراخ می‌شود و سپس مانند یقه‌ای در اطراف پایه ریشه باقی می‌ماند. همچنین ریشه‌های جانبی و نابجا دارای ریشه‌پوش هستند.

## نگارخانه

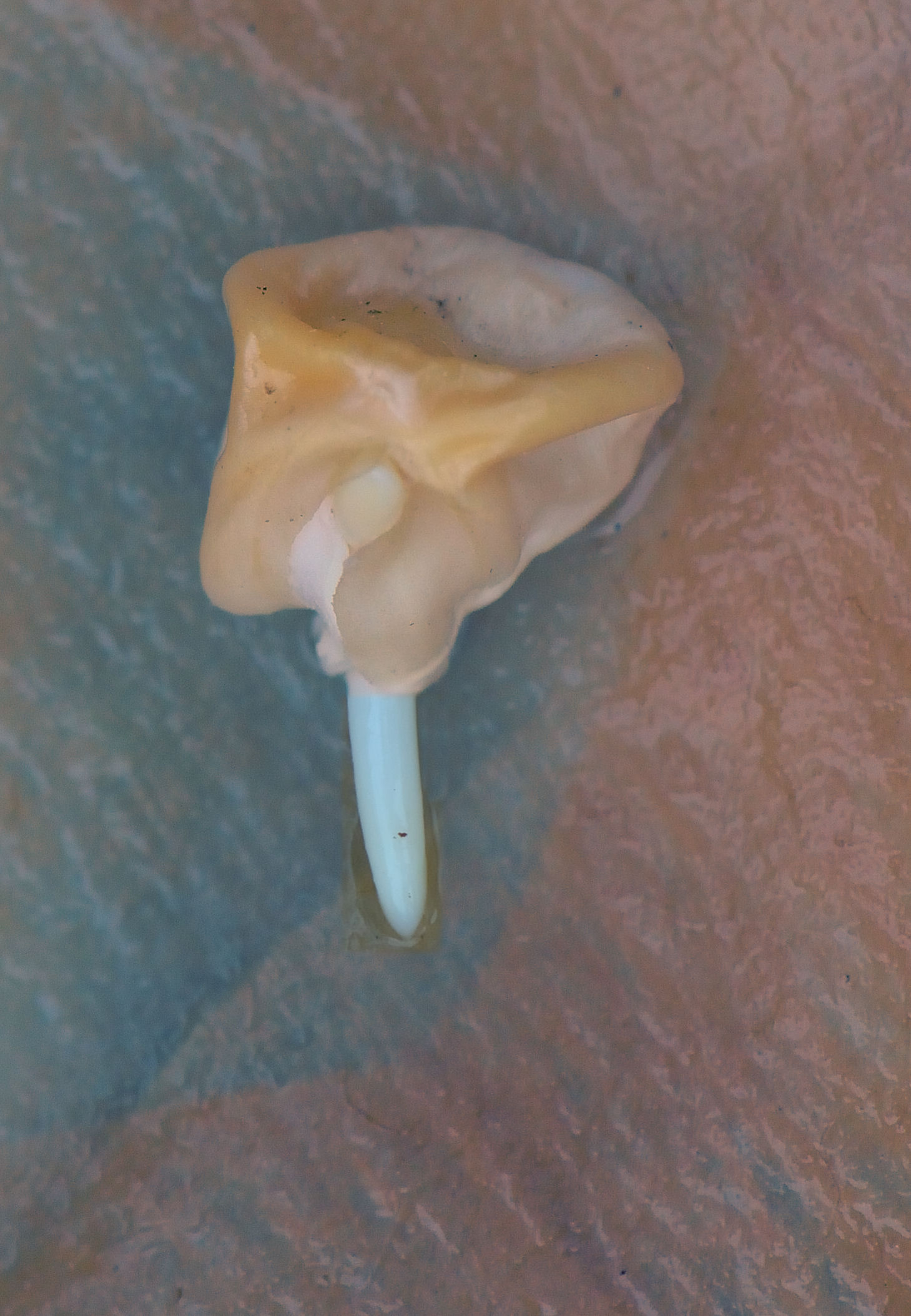
ریشه‌چه در ذرت شیرین
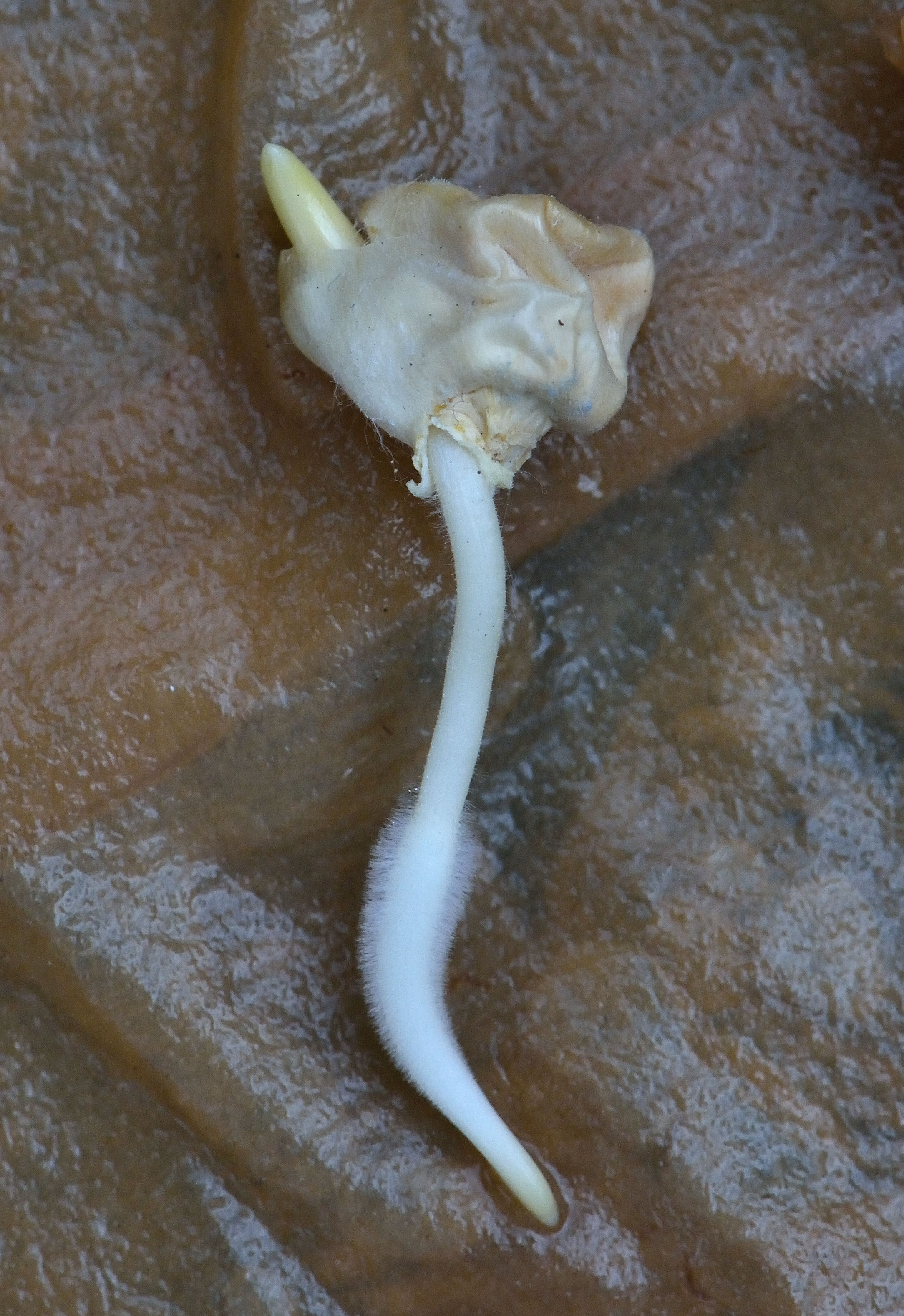
یقه‌های ریشه‌پوش و ساقه‌پوش در ذرت شیرین
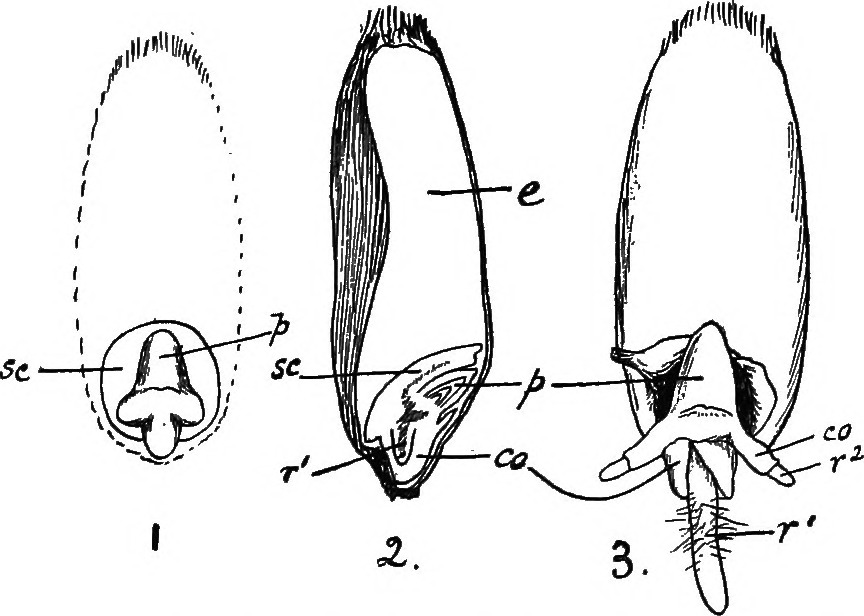
گندم در غلات. co = ریشه‌پوش، r1 و r2 = ریشه
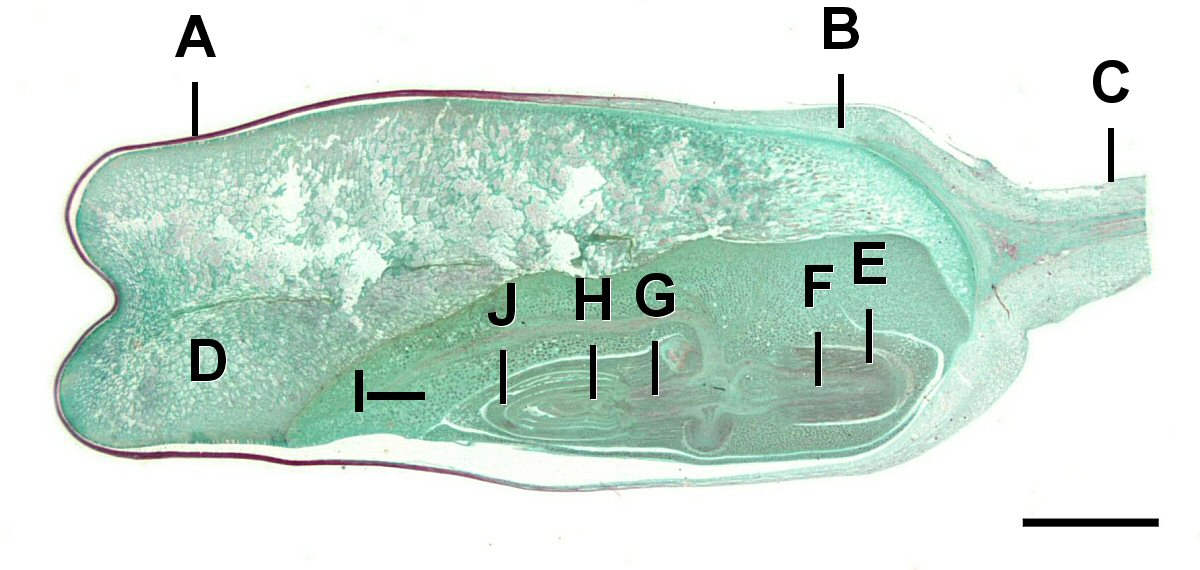
مقطع طولی بذر ذرت، A=پیش‌میوه،  B=درون‌دانه بیرونی،  C=کلاهک راس،  D=درون‌دانه،  E=ریشه‌پوش،  F=ریشه‌چه،  G=زیرلپه،  H=برگچه،  I=سپرچه،  J=ساقه‌پوش. مقیاس= ۱٫۴ میلیمتر
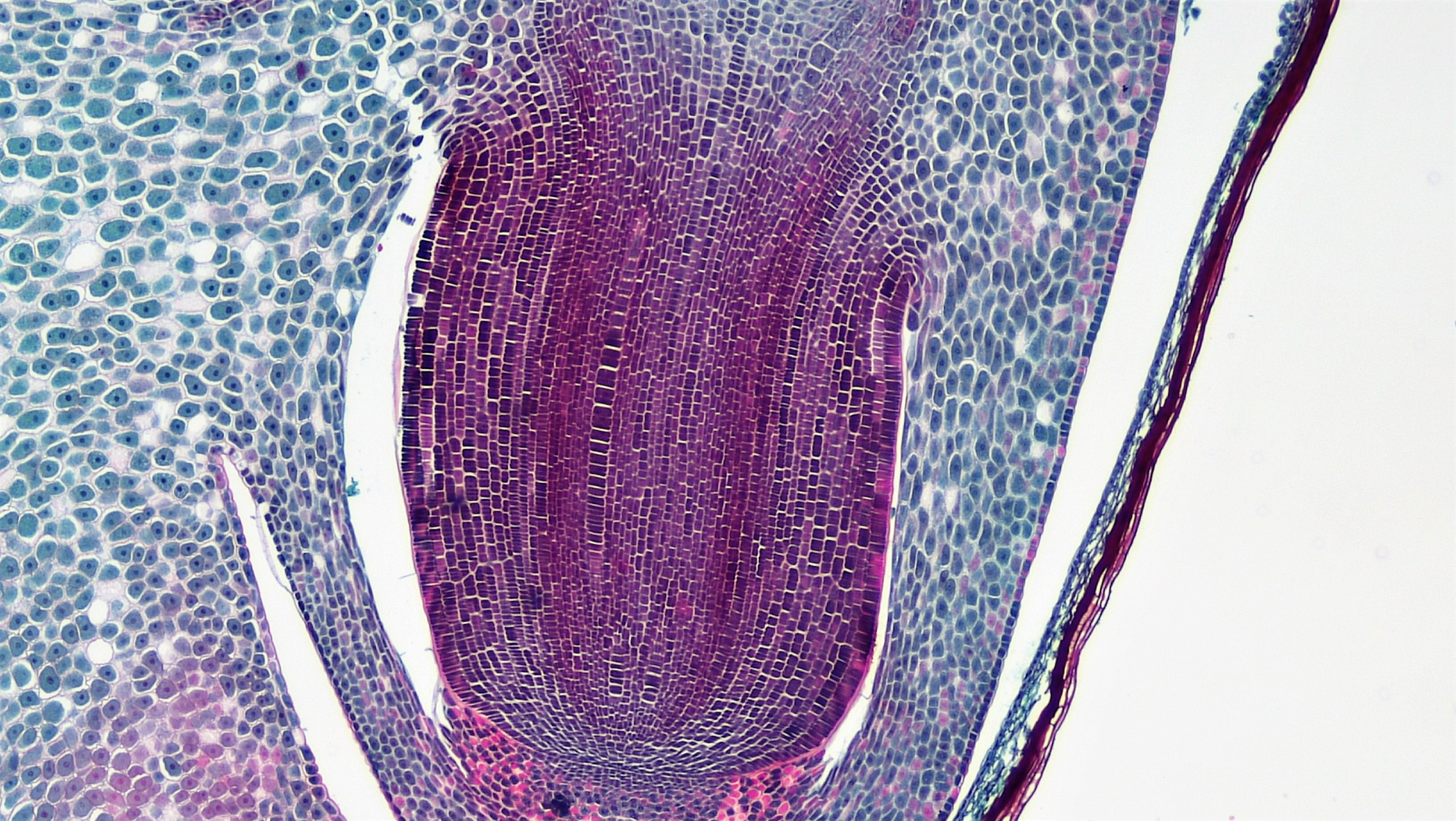
ریشه ذرت با کلاهک ریشه و ریشه‌پوش